# Magnus Knudsen
Magnus Knudsen (Oslo, 25 januari 2002) is een Noorse voetballer die doorgaans als centrale middenvelder speelt. Hij debuteerde in augustus 2019 in het betaald voetbal namens Lillestrøm SK in de NM-cup. In juli 2024 verruilde hij FK Rostov naar Holstein Kiel.

## Clubloopbaan

### Lillestrøm SK
Knudsen sloot zich op 14-jarige leeftijd aan bij Lillestrøm SK. Twee jaar later debuteerde hij tijdens een vriendschappelijke wedstrijd tegen Sarpsborg 08 voor het eerste elftal. In oktober 2019 tekende hij zijn eerste profcontract, dat hem tot medio 2021 aan de club bond. Op 1 mei 2019 maakte hij zijn officiële debuut in het eerste elftal tijdens de eerste ronde van de NM-cup tegen Gjelleråsen IF. Trainer Jörgen Lennartsson bracht hem in de 95e minuut in het met 3–1 gewonnen duel als invaller voor Kristoffer Ødemarksbakken.  Zijn competitiedebuut in de Eliteserien volgde op 25 augustus 2019, toen hij in de met 2–0 gewonnen uitwedstrijd tegen  Haugesund in de 84e minuut Arnór Smárason verving. Dit bleef zijn enige wedstrijd in het seizoen 2019. Lillestrøm eindigde dat jaar als 14e, waardoor het degradatie/play-offwedstrijden moest spelen tegen IK Start. De uitkomst was negatief, wat leidde tot degradatie naar de 1. divisjon. Knudsen behoorde tijdens deze play-offs niet tot de wedstrijdselectie.
In het seizoen 2020 werd Knudsen opgenomen in de eerste selectie van Lillestrøm SK, al behoorde hij niet tot de vaste basisspelers. Op 21 september 2020 maakte hij in de 84e minuut zijn eerste doelpunt voor de club tijdens de met 2–0 gewonnen thuiswedstrijd tegen Kongsvinger IL. In dat seizoen kwam hij tot vijf basisplaatsen en eindigde hij met Lillestrøm als tweede in de 1. divisjon, wat promotie naar de Eliteserien betekende. Om meer speelminuten te maken werd Knudsen bij de start van het seizoen 2021 verhuurd aan Ullensaker/Kisa, dat uitkwam in de 1. divisjon. Halverwege het seizoen keerde hij terug bij Lillestrøm, waar hij aanvankelijk veelvuldig op de bank zat. Op 18 september 2021 kreeg hij een basisplaats in de met 3–2 gewonnen uitwedstrijd tegen Odds BK en veroverde hij een vaste plek in het elftal. Dankzij zijn goede prestaties maakte hij vlak voor de kerstdagen de overstap naar het Russische FK Rostov.

#### Verhuur aan Ullensaker/Kisa
Op 15 mei 2021 maakte Knudsen zijn debuut in de 1. divisjon tijdens de uitwedstrijd tegen Sogndal. Hoofdtrainer Sindre Tjelmeland gaf hem in het met 1–1 gelijkgespeelde duel een basisplaats. Knudsen begon in alle tien daaropvolgende wedstrijden in de basis en keerde na de zomerstop terug naar Lillestrøm.

### FK Rostov

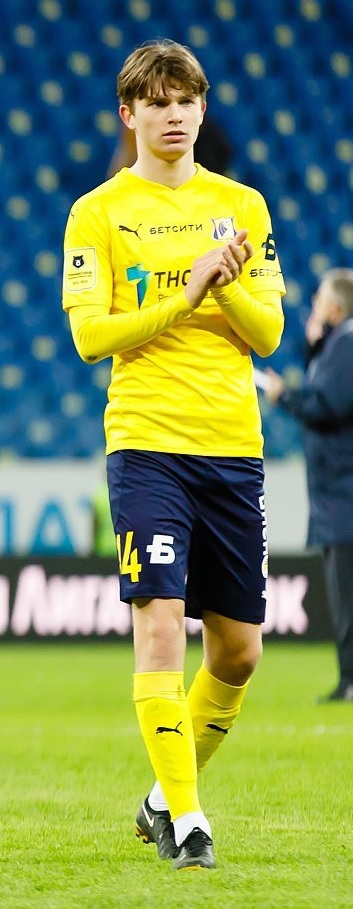
Knudsen in 2022 met FK Rostov

In december 2021 tekende Knudsen een contract voor vierenhalf jaar bij FK Rostov. Op 7 maart 2022 maakte hij zijn debuut voor de Russische club in de met 0–1 verloren thuiswedstrijd tegen FK Sochi.  Trainer Vitaliy Kafanov bracht hem in de 84e minuut als invaller voor Kento Hashimoto. Kort daarvoor was de Russische invasie van Oekraïne begonnen, waardoor zijn inzet beperkt bleef tot deze ene wedstrijd. Knudsen maakte gebruik van de door de FIFA geboden mogelijkheid voor buitenlandse spelers om hun contract op te schorten. Hij werd daarop verhuurd aan zijn voormalige club Lillestrøm SK. Na zijn terugkeer volgde een verhuurperiode van één seizoen bij het Deense Aarhus GF. Na zijn terugkeer uit Denemarken werd hij verkocht aan het net naar de Bundesliga gepromoveerde Holstein Kiel.

#### Verhuur aan Lillestrøm SK
Knudsen werd aanvankelijk tot 30 juni 2022 door Lillestrøm SK gehuurd. Op 4 april 2022 maakte hij zijn rentree tijdens de wedstrijd tegen HamKam, waarin hij in de rust inviel voor Frederik Holst. Hij veroverde een basisplaats en kwam dat seizoen tot 26 wedstrijden als basisspeler. Lillestrøm eindigde op de vierde plaats in de competitie. In de Noorse beker bereikte hij met de club de finale, die met 2–0 werd verloren van SK Brann. Knudsen viel in de 70e minuut in voor Ylldren Ibrahimaj. Na afloop van het seizoen werd de huurperiode met een jaar verlengd. Op 21 juli 2022 maakte hij zijn Europese debuut in de kwalificatie voor de Conference League tegen SJK Seinäjoki. In het met 1–0 gewonnen uitduel in IJsland stond hij in de basis. Na een 5–2 overwinning in de return trof Lillestrøm in de volgende ronde Antwerp FC. In de thuiswedstrijd, die met 3–1 verloren ging, maakte Knudsen in de blessuretijd van de eerste helft na een voorzet van Kaan Kairinen met de 1–1 zijn eerste Europese doelpunt. Het Europese avontuur eindigde na een 2–0 nederlaag in de return in België.

#### Verhuur aan Aarhus GF
In juni 2023 werd bekend dat Knudsen voor één seizoen werd verhuurd aan Aarhus GF. Op 23 juli maakte hij zijn debuut tijdens de met 1–0 gewonnen thuiswedstrijd tegen Vejle BK, waarin hoofdtrainer Uwe Rösler hem in de 78e minuut inbracht als vervanger van Mads Emil Madsen. Twee weken later, op 6 augustus, scoorde hij zijn eerste doelpunt voor Aarhus in de uitwedstrijd tegen Hvidovre IF. In de 75e minuut maakte hij het tweede doelpunt in het met 2–0 gewonnen duel. In de competitie eindigde Aarhus met Knudsen op de vijfde plaats. In de Deense beker bereikte hij met de club de finale, die met 1–0 verloren werd van Silkeborg IF. Knudsen viel in de finale in de slotminuut in. Dit bleef zijn laatste optreden voor Aarhus voordat hij terugkeerde naar FK Rostov.

### Holstein Kiel
In de zomer van 2024 maakte Knudsen de overstap naar de Noord-Duitse club Holstein Kiel, waar hij een contract met onbekende duur tekende. Op 17 augustus debuteerde hij onder trainer Marcel Rapp tijdens de eerste ronde van de DFB-Pokal , in de met 3–2 gewonnen uitwedstrijd tegen het 3. Liga-team Alemannia Aachen. In deze wedstrijd kwam hij in de 76e minuut in het Tivoli-stadion in het veld als vervanger van Nicolai Remberg. Een week later maakte Knudsen zijn basisdebuut in de Bundesliga, tijdens een met 3–2 verloren uitwedstrijd tegen TSG 1899 Hoffenheim. Holstein Kiel stond na een eerste seizoenshelft met veel tegendoelpunten op de 17e plaats bij de winterstop. Tijdens deze periode werden  David Zec, Ivan Nekić en John Tolkin aangetrokken om de verdediging te versterken. Ondanks de versterkingen behield Knudsen zijn basisplaats, maar kon niet voorkomen dat Holstein Kiel na één seizoen degradeerde naar de 2. Bundesliga.

## Clubstatistieken
| Seizoen                     | Club              | Competitie      | Competitie | Competitie | Beker | Beker | Internationaal | Internationaal | Overig | Overig | Totaal | Totaal |
| Seizoen                     | Club              | Competitie      | Wed.       | Dlp.       | Wed.  | Dlp.  | Wed.           | Dlp.           | Wed.   | Dlp.   | Wed.   | Dlp.   |
| --------------------------- | ----------------- | --------------- | ---------- | ---------- | ----- | ----- | -------------- | -------------- | ------ | ------ | ------ | ------ |
| 2019                        | Lillestrøm SK     | Eliteserien     | 1          | 0          | 2     | 0     | –              | –              | –      | –      | 3      | 0      |
| 2020                        | Lillestrøm SK     | 1. divisjon     | 25         | 1          | –     | –     | –              | –              | –      | –      | 25     | 1      |
| 2021                        | Lillestrøm SK     | Eliteserien     | 19         | 0          | 3     | 0     | –              | –              | –      | –      | 22     | 0      |
| 2021                        | → Ullensaker/Kisa | 1. divisjon     | 11         | 0          | –     | –     | –              | –              | –      | –      | 11     | 0      |
| 2022                        | FK Rostov         | Premjer-Liga    | 1          | 0          | –     | –     | –              | –              | –      | –      | 1      | 0      |
| 2022                        | → Lillestrøm SK   | Eliteserien     | 27         | 3          | 5     | 0     | –              | –              | –      | –      | 32     | 3      |
| 2023                        | → Lillestrøm SK   | Eliteserien     | 10         | 0          | 2     | 0     | 4              | 1              | –      | –      | 16     | 1      |
| 2023/24                     | → Aarhus GF       | Superligaen     | 27         | 3          | 7     | 0     | 2              | 0              | –      | –      | 36     | 3      |
| 2024/25                     | Holstein Kiel     | Bundesliga      | 31         | 0          | 2     | 0     | –              | –              | –      | –      | 33     | 0      |
| Carrière totaal             | Carrière totaal   | Carrière totaal | 152        | 7          | 22    | 0     | 6              | 1              | –      | –      | 179    | 8      |
| Bijgewerkt tot 22 juni 2025 |                   |                 |            |            |       |       |                |                |        |        |        |        |

## Interlandloopbaan
Knudsen speelde voor verschillende Noorse jeugdelftallen, zonder zich met deze teams te kwalificeren voor een eindtoernooi. Op 8 februari 2019 debuteerde hij in Noorwegen –18, tijdens een met 3–1 verloren oefenwedstrijd tegen Slowakije. Bondscoach Paco Johansen bracht hem in de 80e minuut in het veld als vervanger van Kristoffer Askildsen. In totaal speelde Knudsen tien jeugdinterlands voor Noorwegen, waarin hij niet tot scoren kwam. Tijdens zijn periode bij de jeugdselecties kwam hij onder andere samen uit met spelers als Mathias Kjølø, Kornelius Hansen, Joel Mvuka en Sivert Mannsverk.
| Jeugdinterlands van Magnus Knudsen voor Noorwegen () | Jeugdinterlands van Magnus Knudsen voor Noorwegen () | Jeugdinterlands van Magnus Knudsen voor Noorwegen () | Jeugdinterlands van Magnus Knudsen voor Noorwegen () | Jeugdinterlands van Magnus Knudsen voor Noorwegen () | Jeugdinterlands van Magnus Knudsen voor Noorwegen () |
| №                                                    | Datum                                                | Wedstrijd                                            | Uitslag                                              | Soort Wedstrijd                                      | Doelpunten                                           |
| Als speler bij Noorwegen –18                         | Als speler bij Noorwegen –18                         | Als speler bij Noorwegen –18                         | Als speler bij Noorwegen –18                         | Als speler bij Noorwegen –18                         | Als speler bij Noorwegen –18                         |
| ---------------------------------------------------- | ---------------------------------------------------- | ---------------------------------------------------- | ---------------------------------------------------- | ---------------------------------------------------- | ---------------------------------------------------- |
| 1.                                                   | 8 februari 2019                                      | Slowakije – Noorwegen                                | 1 – 3                                                | Vriendschappelijk                                    |                                                      |
| 2.                                                   | 10 februari 2019                                     | Polen – Noorwegen                                    | 0 – 0                                                | Vriendschappelijk                                    |                                                      |
| 3.                                                   | 12 februari 2019                                     | Portugal – Noorwegen                                 | 3 – 1                                                | Vriendschappelijk                                    |                                                      |
| Als speler bij Noorwegen –20                         |                                                      |                                                      |                                                      |                                                      |                                                      |
| 1.                                                   | 3 september 2021                                     | Frankrijk – Noorwegen                                | 0 – 0                                                | Vriendschappelijk                                    |                                                      |
| 2.                                                   | 6 september 2021                                     | Frankrijk – Noorwegen                                | 1 – 2                                                | Vriendschappelijk                                    |                                                      |
| 3.                                                   | 7 oktober 2021                                       | Portugal – Noorwegen                                 | 1 – 2                                                | Vriendschappelijk                                    |                                                      |
| 4.                                                   | 11 oktober 2021                                      | Noorwegen – Polen                                    | 1 – 2                                                | Vriendschappelijk                                    |                                                      |
| 5.                                                   | 15 november 2021                                     | Tsjechië – Noorwegen                                 | 1 – 2                                                | Vriendschappelijk                                    |                                                      |
| 6.                                                   | 24 maart 2022                                        | Roemenië – Noorwegen                                 | 1 – 2                                                | Vriendschappelijk                                    |                                                      |
| 7.                                                   | 24 maart 2022                                        | Noorwegen – Italië                                   | 0 – 5                                                | Vriendschappelijk                                    |                                                      |
| Bijgewerkt tot 21 juni 2024                          |                                                      |                                                      |                                                      |                                                      |                                                      |

## Persoonlijk
Knudsen is een zoon van voormalig Noors international en doelman Jon Knudsen.